# 若返りの泉

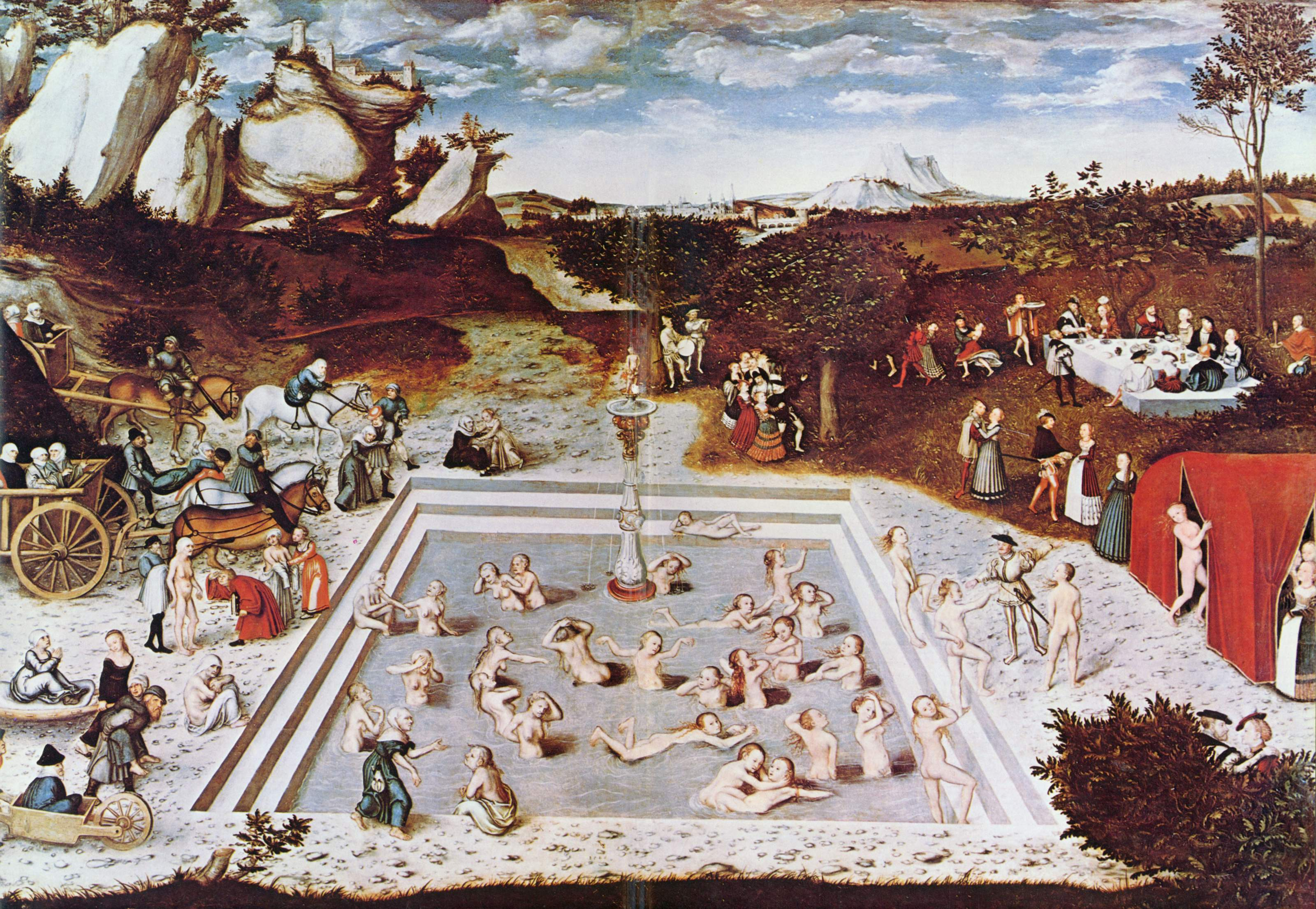
ルーカス・クラナッハ作『若返りの泉』
（ドイツ語原題:Der Jungbrunnen）絵画館 (ベルリン) 所蔵

若返りの泉（わかがえりのいずみ、英語表記：Fountain of Youth）とは、その水を飲むことで誰もが若返ると言われている伝説上の泉。日本語では他に「青春の泉」「回春の泉」等と訳される場合がある。泉はフロリダにあると言われ、この泉にまつわる話はアメリカ合衆国に関連する中でも、最も長く続いている物語の一つである。

## 若返りの泉

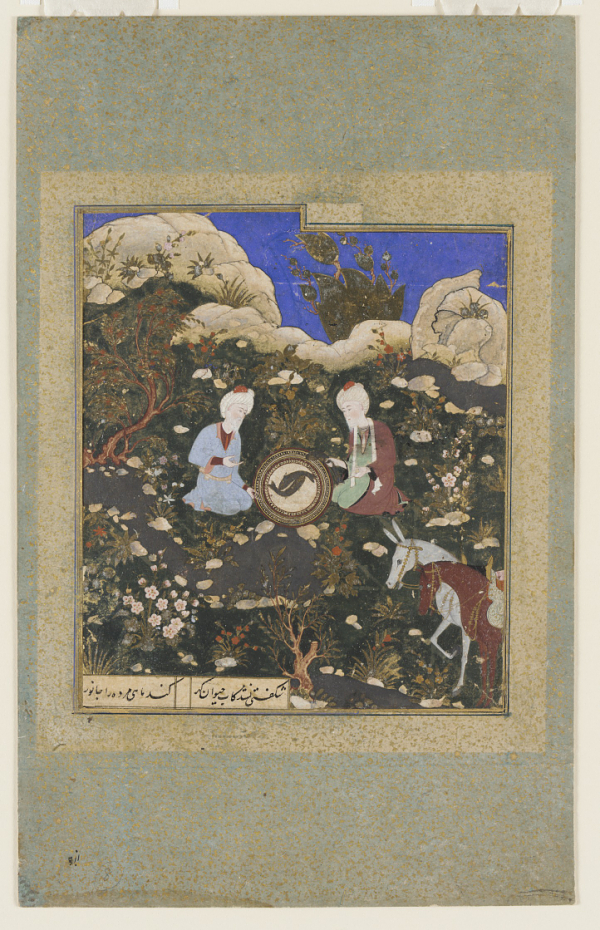
生命の水で魚が命を吹き返すのを見るアル・ヒドルとアレクサンドロス

長らく伝えられてきた話では、スペインの探検家・フアン・ポンセ・デ・レオンが、1513年に現在のフロリダへ旅行した際に若返りの泉を探し求めていたとされるが、泉の話自体はレオンから始まったものではなく、また新世界特有のものでもない。
若さを取り戻す泉の物語は、その起源を少なくともアレクサンドロス大王の伝説集『アレクサンドロス・ロマンス』の時代まで遡ることができ、以降はヨーロッパの大航海時代までごく一般的だった。その後の伝説は、アレクサンドロス大王と彼の僕が、若さを取り戻させる「命の泉」を探すために「暗黒の土地」に渡ったとする、アレクサンドロス・ロマンス東洋版の話から由来したものである。その話に登場する王の僕は、コーラン中にも登場する賢人、アル・ヒドルの中東における伝説が起源である。
アルハミヤー文学及びアラビア語版のアレクサンドロス・ロマンスは、ムーア人の統治期間中、そして期間後のスペインにおいても国民によく知られており、アメリカ大陸に赴いた探検家たちも知っていたものと思われる。
泉の物語に関しては、出所が明確でないものが数え切れない程存在する。数ある伝説の中でも、不死を求める話は度々取り上げられるものであり、また人類に不老不死を与えると解釈される賢者の石や、無限に寿命を延ばすとされるパナシア（万能薬）、エリクサー等のような話は、ユーラシア大陸をはじめあらゆる場所でよく聞かれる物語であった。
他に典拠の一つとして、ヨハネによる福音書に登場するベテスダの池がある。これはエルサレムにあり、イエス・キリストが病に苦しんでいた男性を癒したと言われている池である。

## アラワク族とビミニ諸島
ネイティブ・アメリカンによる癒しの泉の物語は、伝説の土地「Beemeenee（ビーミーニー）」または「ビミニ」に関連している。北方のどこかにあると言われたこの地は富と繁栄の地で、現在のバハマの位置にあったと考えられている。伝承によれば、当時周囲一帯を実質支配していたスペイン人たちは、このビミニの話をイスパニョーラ島、キューバ、プエルトリコにいたアラワク族から聞いたとされる。話では、その昔キューバのアラワク族の中にセケネ（Sequene）という名の族長がおり、ビミニやその若さを回復させる力がある泉の魅力にいてもたってもいられなかったという。族長は北方へ向かうために探検団を編成してビミニに到着し、若返りの泉周辺に住みついたあと、キューバに帰ることはなかった。話は楽観的なセケネの部族民たちにも広がり、彼らもまた族長らと同じく、ビミニで豪勢に過ごしたそうである。
ビミニとその回復の水の噂は、西インド諸島で広まった。イタリア出身の歴史研究家ピエトロ・マルティーレ・ダンギエーラは、1513年にローマ教皇にあてた手紙の中で、この泉の話に言及している。しかし、他の人々と同じく、彼はこうした物語を信じていなかった。

## ポンセ・デ・レオンとフロリダ

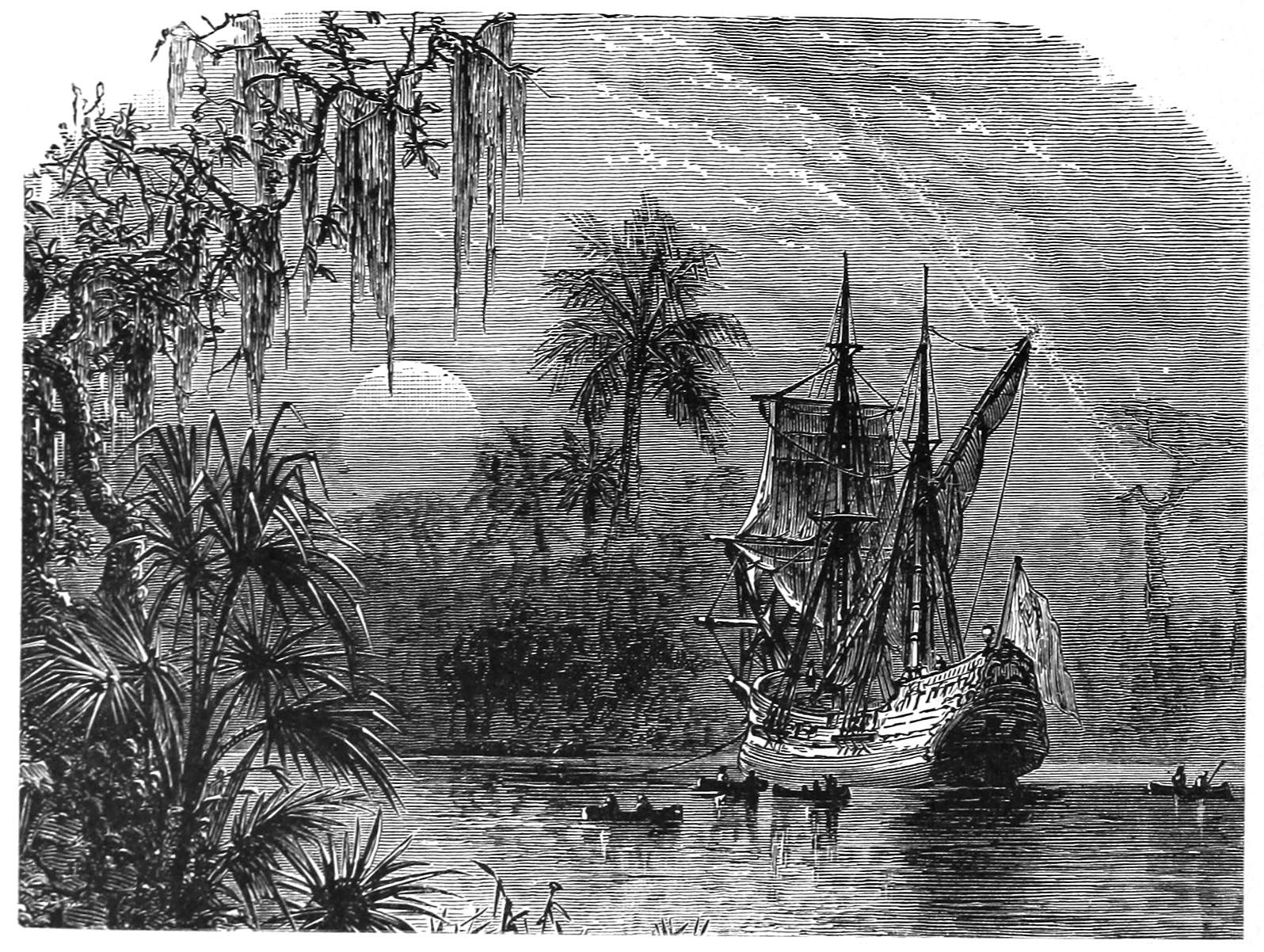
フロリダで若返りの泉を探すレオン（1885年作）

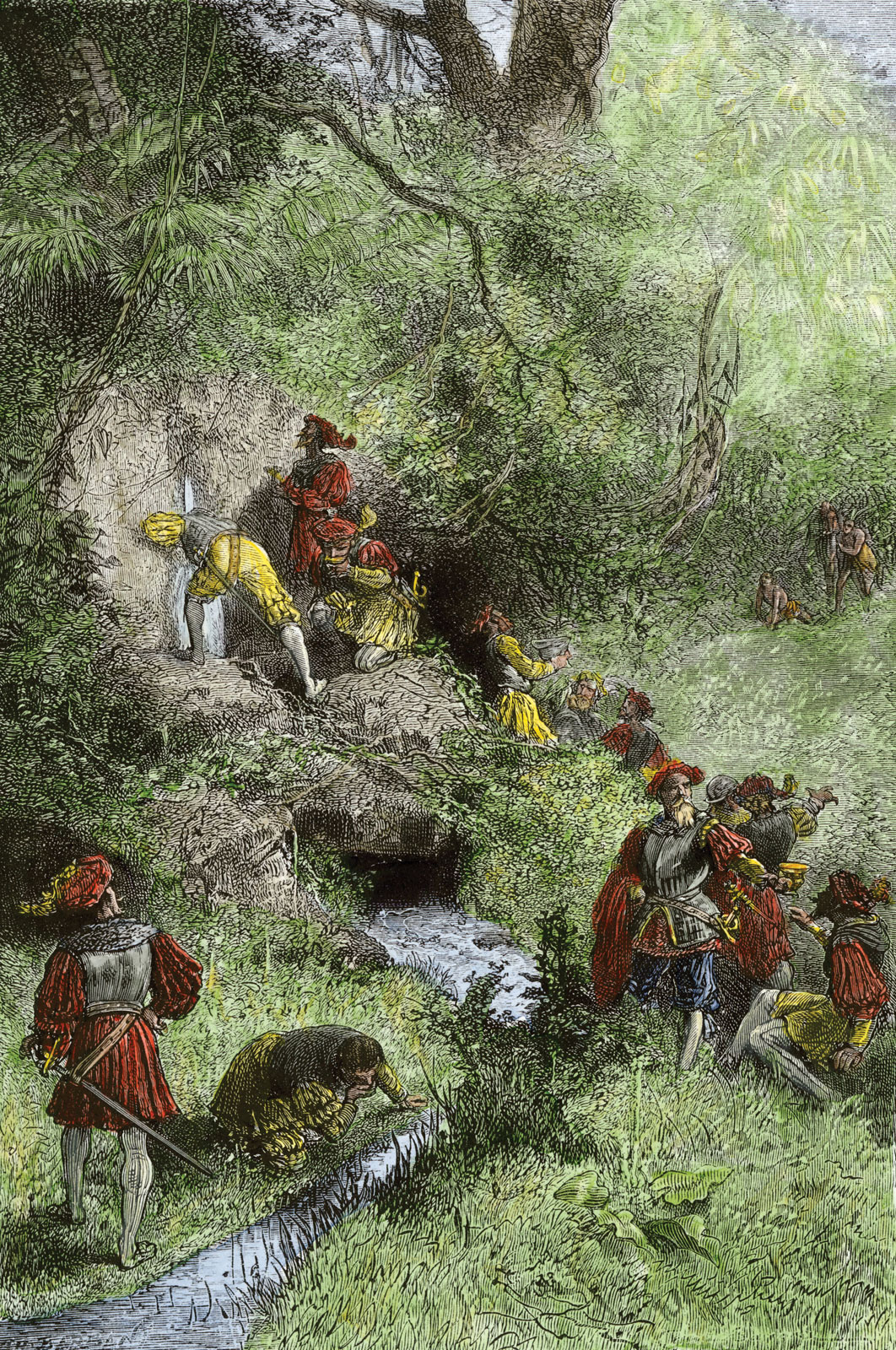
発見した泉の水を飲むレオンたち（19世紀に製作された想像図）

物語は、ポンセ・デ・レオンがプエルトリコを征服した際、現地の人々から泉の話を聞いたことへと続く。増えゆく物質的な裕福さに満足できず、レオンはその泉の場所を突き止めるべく探検隊を結成し、探検の過程でフロリダを発見した。彼はアメリカの土地を踏んだ初期のヨーロッパ人の内の一人ではあったが、結局若返りの泉を見つけることは無かった。
しかし、この話は不確かな点もある。ポンセ・デ・レオンは泉の話を聞いておりその存在を信じていただろうとされる一方で、彼が死去するまで諸作品における伝説と彼の名は結び付けられていない。
レオンと伝説を結びつけたのは、ゴンサロ・フェルナンデス・デ・オビエドの1535年の年代記「Historia General y Natural de las Indias（インディアス全史）」である。オビエドはその著書の中で、ポンセ・デ・レオンは自身の精力減退を治癒するためにビミニの泉を探したのだと書いた。同様の記述がフランシスコ・ロペス・デ・ゴマラ著による1551年版の「インディアス全史」にも書かれている。
また、エルナンド・デ・エスカランテ・フォンタネダは、「Memoir（回想録）」（1575年出版）の中で泉がフロリダにあるとし、そこでレオンがその水を探したと書いた。この記述は後にスペインの歴史家アントニオ・デ・エレラ・イ・トルデシージャスが記した、新世界におけるスペインの歴史にも影響を与える。フォンタネダは少年の頃に乗っていた船が座礁し、フロリダでインディアンの捕虜として17年間過ごした経験を持つ。彼の回想録では、彼が呼ぶところの失われた川「ヨルダン」を流れる若返りの水について触れ、レオンはこの水を探していたと言及した。しかし、フォンタネダ自身がこうして書いた内容には懐疑的であることを明らかにし、レオンがフロリダを訪れた時、実際にその伝説的な水を探していたかどうかについては疑わしいと述べた。
歴史家エレラは、作品「Historia general de los hechos de los Castellanos en las islas y tierra firme del Mar Oceano」を含む、フォンタネダの話をもとにして描いた作品で、フロリダの話について触れている。エレラはカシケ（caciques）と呼ばれる地元の長が、頻繁に泉を訪れていたと述べた。とある貧弱な老人の男性は、泉に入って完全な若さを取り戻し、「ありとあらゆることをまた出来るようになった…新しい妻をめとり、より多くの子供を授かることもできた」という。エレラはまた、スペイン人は伝説の泉を探すために、フロリダ沿岸に沿って全ての「川、小川、潟や池」を探したが、ついに泉を発見できなかったと加えている。セケネの話も同様に歪曲されたフォンタネダの話に基づいたものだったとされる。

## 初期の伝説
上記のとおり、当時のヨーロッパ人にとって若返りの泉の概念は、西インド諸島に住む人々から話を聞いた当時、既に馴染みのあるものだった。若返りの泉または井戸の話は「アレクサンドロス・ロマンス」をはじめ、ジョン・マンデヴィル卿の『東方旅行記』や旧世界が古きものとされる更に以前の、伝説の国王・プレスター・ジョンに関連する手記にも登場している。プレスター・ジョンの手紙（1165年）には、王国の地理が詳述されており、「山裾には泉が湧き上がる。この泉を口にしたものは、皆その命が続く限り30歳のままでいられるのだ。」とある。そして、このような不可思議な泉が王国中に点在しているという。
当時の探検家たちには新しく発見した場所を、それまで読んだことのある空想の旅を扱った本に基づいて考える習慣があった。これはアマゾニア（アマゾン川やアマゾン熱帯雨林）のネーミングや、エチオピアの王はプレスター・ジョンであったという主張、またエデンの園がアジアやアメリカで見つかるといった空想に表れている。スペイン人がネイティブ・アメリカン達から豊かな土地にある若返りの泉の話を聞いた時、彼らはネイティブ達がついに若返りの泉を発見したのだと信じざるを得なかった。なお、ネイティブ・アメリカンによる初期の泉の伝説は、スペインの一部の年代記編者以外には知られていない。

## 今日における若返りの泉
フロリダ州セントオーガスティンには「Fountain of Youth National Archaeological Park（若返りの泉国立遺跡公園）」がある。この公園は、伝統的にフアン・ポンセ・デ・レオンが上陸したと言われている地点に、町の著名な歴史への賛辞として造られた。ここにある泉は伝説の「若返り」の泉ではないが、泉の水を飲む観光客は後を絶たない。またネイティブ・アメリカンや植民地の工芸品も展示され、セントオーガスティンが受け継いだティムクアやスペインの伝統を称揚している。
『Weird U.S.』シリーズの書籍『Weird Florida』では、著者のチャーリー・カールソンがセントオーガスティンを拠点とする秘密結社の一員と接触したと述べている。その団体は若返りの泉の守護者と主張しており、水のお陰で皆並外れた長寿であるという。また前述したエレラ・イ・トルデシージャスの作品に登場する主人公ジョン・ゴメスも彼らの一員だと主張した。
2006年8月、著名な手品師であるデビッド・カッパーフィールドは、彼がおよそ5千万ドルで購入したばかりの、バハマのエクスマ諸島にある4つの小さな島で「若返りの泉」を発見したと主張した。彼はロイター通信の電話インタビューで、「泉の真の現象を発見したんだ。枯葉を取り、その水につけると再び生気を取り戻した。…死にかけの虫や昆虫も、水につければ飛んでいくんだ。これは驚くべきことで、とても、とても興奮しているよ。」と話した。2006年9月で50歳になったカッパーフィールドは、この「伝説の」泉の実験を行うため科学者を雇ったと言っているが、現時点でその泉は関係者以外の立ち入りを制限されている。

### フィクションやメディアでの扱い
若返りの泉という言葉は、寿命を延ばす可能性のあるものを指すメタファーとして使われ、また若返りを扱う物語ではしばしばプロット装置として使われる。
- ナサニエル・ホーソーンは著書「ハイデッガー博士の実験」で、伝説的な治癒を求めてフロリダへ思い違いの旅をするよりも、前向きな考え方こそがよりよい治療薬になると論証するため、若返りの泉の表現を用いた。
- オーソン・ウェルズは泉の伝説に基づいた1958年のテレビ番組を監督・出演した。
- ティム・パワーズは18世紀の海賊とブードゥー教を題材にした冒険小説『幻影の航海』（日本語訳では後に『生命の泉』と改題）の中で泉について言及した。
- 1953年にウォルト・ディズニー・カンパニーが制作したアニメ『ドナルドの魔法の泉』では、ドナルドダックが若返りの泉らしきものを発見し、甥っ子に泉の力で本当に若返ったふりをする。
- マーベル・コミックは、1974年に Man-Thing で、後に The Savage She-Hulk でも、入れば若返るが同時に無能化されてしまうという「泉」を登場させ、2005年にはDCコミックスシリーズ Day of Vengeance にも泉が登場した。
- マイクロソフト社とアンサンブルスタジオによるゲーム『エイジ オブ エンパイアIII』のキャンペーンでは、泉とその水は主要なプロット装置として使われた。
- さらに近年、ダーレン・アロノフスキー監督による2006年の映画『ファウンテン 永遠につづく愛』では、若返りの泉の伝説をモチーフに、生命の木を探す登場人物たちが描かれる。
- 2011年の映画『パイレーツ・オブ・カリビアン/生命の泉』は前述のパワーズの小説を原案とし、若返りの泉（劇中では「生命の泉」）が最終目的地とされている。
- また、イギリスのコメディ The Mighty Boosh にも、登場キャラクターのヴィンス・ノワールとハワード・ムーンが若返りの泉を探しに行くエピソードがある。

### 翻訳元参考文献
以下は、翻訳元（w:en:Fountain of Youth）による出典項目である。
- ピエトロ・マルティーレ・ダンギエーラ　「Decadas de Nuevo Mundo （Decada 2, chapter X）」
- ゴンザロ・フェルナンデス・デ・オビエド「インディアス全史」　第16巻　チャプター11
- フランシスコ・ロペス・デ・ゴマラ　「インディアス全史」　second part
- 「フォンタネダの回想録」　1854年、バッキンガム・スミス翻訳　keyshistory.orgより　2006年7月14日検索
- サミュエル・エリオット・モリソン　「The European Discovery of America: The Southern Voyages 1492-1616 (New York: Oxford University Press, 1974)」　504頁
- チャーリー・カールソン（2005年4月7日）　「Weird Florida」　New York: Sterling　ISBN 0-7607-5945-6
- ジェーン・サットン（2006年8月15日）　「若返りの泉を発見したとデイヴィッド・カッパーフィールドが主張（http://news.yahoo.com/s/nm/20060815/od_uk_nm/oukoe_uk_copperfield）」　ロイター通信
- 若返りの泉　1958年　オーソン・ウェルズ監督